# Шампань

Місцезнаходження Шампані

49° пн. ш. 4° сх. д. / 49° пн. ш. 4° сх. д.
Шампань (фр. Champagne (французька: [ʃɑ̃paɲ] ⓘ), лат. Campania) — історична провінція у Франції, знаменита виноробними традиціями.

## Географія
На півночі Шампань межувала з областю Льєж і Ено, на північному сході — з Люксембургом, на сході — з Баром, Тулем і Лотарингією, на південному сході — з Франш-Конте, на півдні — з Бургундією, на південному заході — з Гатіне, на заході — з Брі,, на північному заході — з Лаонном і Суассоном. Після 1790 року землі Шампані ввійшли до складу департаментів Про, Марна, Марна Верхня, Арденни і частина Ени і Йонни. Місцевість відрізняється рівнинним характером, відкіля і відбулася латинська назва Campania, що зустрічається в письменників із VI ст. н. е.
На початок 2020-х Шампань входить до складу регіону Гранд-Ест.

## Історія
Археологічні розкопки виявили існування людини в Шампані в Четвертинний період.  Поряд з пам'ятниками палеолітного періоду знайдено ще більше пам'ятників неолітного і бронзового періодів, причому в останньому ясно помічається грецький вплив.
До завоювання римлянами Галлії Шампань була населена трьома галльськими племенами —лінгонами, сенонами і ремами. Значна частина лінгонів і  сенонів, у пошуках нових земель з VI ст. до н.е. робила спустошливі набіги на Північну Італію. Коли Цезар прибув у Галлію як проконсул, спочатку лінгони і реми, а потім і сенони вступили з ним у союз і стали під його заступництво. Але тим не менше вони брали активну участь у повстанні Верцингеторикса. Август приєднав область ремів до провінції Белгіка, а землі лінгонів і сенонів — до Галлії Лугдунської. Край швидко зазнав романізації. Були прокладені прекрасні дороги; на місці військових таборів стали виникати великі міста, що забудовувалися чудовими будинками; тільки в назви деяких міст нагадують про племена, які колись населяли Шампань: Реймс— реми, Лангр — лінгони, Санс — сенони, Труа — трікаси. У 69 році друїди, користаючись тогочасними смутами через імператорський престол, намагалися підняти серед галльських племен повстання, на чолі якого став лінгон Юлій Сабін, але спроба закінчилась повною невдачею, і Сабін був страчений.
Християнство почало поширюватися в Шампані з II ст. За переказом перші єпископи Шампані — св. Сікст Реймський, Меммій Шалонський і Савініан Санський — були безпосередніми учнями апостола Петра. Насправді їхня діяльність і мученицька смерть відносяться до кінця III століття.
У середині III ст. на Шампань нападали алемани і вандали. У IV ст. імператорам Констанцію Хлору, Юліану і Валентиніану вдалося відбити напад германських полчищ і утримати за собою Лангр, Реймс і Санс. Ослаблення імперії в першій половині V ст. спричинило за собою нові вторгнення германців. Особливо сильного спустошення Шампань зазнала під час навали Аттіли, розбитого Аецієм у 451 році біля Шалона.
Після падіння Західної Римської імперії Шампань, яка входила до складу володінь Сіагрія, була завойована Хлодвігом. Під час розділу між дітьми й онуками Хлодвіга Шампань була поділена на дві частини: Реймс і Шадон відійшли до Австразії, Лангр, Труа і Санс;— до Бургундії. До кінця VI ст. відноситься перший відомий герцог Шампані —  Луп. Він був спочатку прихильником Хільдеберта II і  Брунгільди, але придворні інтриги змусили його втекти до Гунтрамна Бургундського. Його спадкоємець Вінтріон командував австразійцями у війні з лангобардами, але потім невдало намагався завоювати для Хільдеберта II Нейстрію і був страчений Брунегільдою у 598 році.
В епоху Каролінгів місто Труа, яке належало раніше Бургундії, знову відійшло до Шампані і стало її столицею. Перший граф Труа, що отримав це місто в бенефицій, — Альдрамн, сучасник Карла Великого і Людовика Благочестивого. Після Альдрамна Шампань перейшла до рук Одо Паризького , сина Роберта Сильного, що й був першим спадкоємним  графом (854). Одо, обраний у королі Франції, передав Шампань своєму брату Роберту, що теж був після смерті брата проголошений королем і боровся за престол з Карлом Простакуватим.
15 червня 923 Роберт був убитий у битві при Суассоні й, умираючи, заповідав Шампань своєму зятю Герберту II де Вермандуа. Герберт II (923–943) підтримував кандидатуру Рауля Бургундського на французький престол. Вдавано вступивши в переговори про союз з Карлом Простакуватим, він захопив його і протримав в фортеці  Шато-Тьєррі чотири роки. Прагнучи розширити свої володіння, він захопив Реймс і Лан, але зустрів відсіч з боку Рауля. Герберт звільнив тоді Карла і визнав його королем, але Рауль відняв у Герберта більшу частину його володінь, і тільки після смерті Рауля Герберту вдалося повернути Реймс.
Спадкоємець Герберта, Роберт (943–968), вів безперервну війну з герцогами бургундськими через прикордонні області. Його син Герберт II (968–993) був вірним прибічником короля Лотара в його боротьбі з Німеччиною і лотаринзькими баронами і не вітав обрання в королі Гуго Капета. Із сином Герберта II Стефаном I (993–1019), припинилася чоловіча лінія, і Шампань перейшла до родича династії по жіночій лінії графа Блуа Еда I (1019-37). Ед зумів відстояти Шампань від домагань короля Роберта Побожного і приєднав до неї Санс. Після смерті Роберта він змусив короля Генріха I втекти в Нормандію, але потім останній, за допомогою норманського герцога Роберта Диявола, переміг Еда і відняв у нього Санс.
Коли в Арелатському королівстві припинилася чоловіча лінія, Ед висунув претензії на спадщину в німецького імператора Конрада II і завоював частину Бургундії, але був убитий при Бар-ле-Дюке. Його два сини, Стефан II Блуаський та Тібо III, розділили його володіння. Вони відмовилися принести васальну присягу королю Генріху I. Через це почалася війна, під час якої помер Стефан. У його спадкоємця Еда III відняв усі його володіння його дядько Тібо.
Ед II супроводжував Вільгельма Завойовника у його поході в Англію, де й оселився, ставши родоначальником графів Albemarle і Holderness. Тібо I розділив свої володіння між своїми синами; Шампань дісталася Еду III (1089–1093), якому успадковував його брат Гуго (1093–1125), що приєднав до Шампані Бар-ле-Дюк і Вітрі. У 1104–1108 рр. Гуго здійснив похід у Святу Землю, а після повернення звідти мав намір вступити в  Мальтійський орден. Завдяки його сприянню, Бернар Клервоський  заснував знамените Клервоське абатство. Підозрюючи в невірності свою дружину, Гуго в 1125 році знову вирушив до Палестини і помер там лицарем ордена тамплієрів. Свої землі він уступив своєму племіннику, графу Блуаському Теобальду (Тібо) ІІ Великому.
Шампань успадковував старший син Теобальда Генріх І Щедрий  (правління 1152-81), прозваний так за свою щедрість стосовно церкви. Ще при житті свого батька Генріх брав участь у Другому Хрестовому поході, разом з королем Людовіком VII. Повернувшись, він усе життя залишався вірним його васалом і допомагав йому у війні з Генріхом Плантагенетом через Аквітанію і Пуату. Коли після смерті папи Адріана IV Фрідріх Барбаросса не визнав папу Олександра III, Генріх I виступив посередником між імператором і Людовиком VII, підтримавшим папу. В 1178 році Генріх знову вирушив у хрестовій похід, зі значною кількістю васалів. При поверненні назад додому він попав в полон до турків, але був звільнений завдяки ходатайству імператора Візантії.
XII і XIII століття були часами особливого процвітання знаменитих Шампанських ярмарків, що користувалися особливим заступництвом графів Шампані. Графи взагалі охоче підтримували міське населення і давали йому пільги у виді самоврядування, тому що внаслідок росту промисловості і торгівлі збільшувалися і їхні доходи.
Шампанське графство успадковував  син Генріха І Генріх II Шампанський, брат Генріха II — Теобальд III, син останнього Теобальд IV, що зробився королем Наварри, і його син син Теобальд V. Теобальду V успадковував його брат Генріх III Товстий (1270-74), одружений з племінницею |Людовіка IX, Бланкою Артуа. Після передчасної смерті Генріха III, Шампань і Наварру успадковувала його дворічна дочка  Жанна I Наваррська, під регентством своєї матері. Так як Наваррі загрожував король арагонський Педро III, то Бланка уклала угоду з французьким королем Філіпом III, згідно якої до повноліття Жанни керування Наваррою брав на себе Філіп III, а після повноліття Жанна повинна була взяти шлюб із сином короля Філіпом Вродливим . У 1284 році відбувся шлюб Жанни з Філіпом, і Шампань втратила самостійне значення, ставши провінцією французького королівства.
Під час Столітньої війни Шампань була одним з головних театрів воєнних дій і майже повністю на початку XV ст. перейшла в руки англійців.
Шампань була театром першого походу союзників проти революційної Франції наприкінці XVIII століття.  Французи виступили в Шампані назустріч австрійцям і пруссакам і зайняли Аргонські тіснини, ці Фермопіли Франції, як їх назвав Дюмур'є; останній думав спочатку у відповідь на вторгнення союзників кинутися в австрійські Нідерланди, вважаючи його ненавчені війська більш придатними для цього, ніж для оборонної війни, але повинний був уступити наполяганням військового міністра Сервана і зайняв позицію в ущелині біля Гранпре. Прусські війська безсумнівно перевершували французів у знанні військового ремесла, а командував ними один із найкращих полководців того часу, герцог Карл-Вільгельм-Фердінанд Брауншвейгський. Пруссаків було 42 тис., а за ними рухалися австрійці в кількості 70 тис. чоловік.
Маніфест герцога викликав у Франції страшне озлоблення і лють. Союзники, узявши Лонгві і Верден, зайняли позицію по Маасу, що робило, здавалося, неможливим з'єднання Дюмур'є з Келлерманом; але герцог Брауншвейгський пропустив зручний момент зайняти проходи в Аргонському лісі, що помітив Дюмур'є і негайно ж зайняв прохід Гранпре, а Діллон — Іллеттське дефіле (5 вересня), що дало можливість спокійно очікувати приходу Келлермана.
11 вересня герцог Брауншвейгський виступив з Вердена, щоб обійти Аргонські тіснини; через день Калькрейт і Клерфе благополучно з'єдналися. Клерфе без зусиль зайняв позицію при Croix aux Bois, що спонукало Дюмур'є залишити Гранпре; але герцог Брауншвейгський упустив зручний момент розбити французів і послав їм услід 1200 гусарів, що і розбили 12-тисячний загін ворога, що відступав. Дюмур'є, Келлерман, Діллон і Бернонвіиль стали між Сент-Мену й Аргоннами, відкривши союзникам дорогу на Шалон і Реймс. Келлерман стояв на висотах Вальмі. 20 вересня на нього обрушилася прусська армія, але він, після нерішучого бою, відступив, потерпівши моральну поразку, тому що завагалася віра в непереможність військ Фрідріха Великого. 24 жовтня союзники пішли в Люксембург.